# Aka Manto

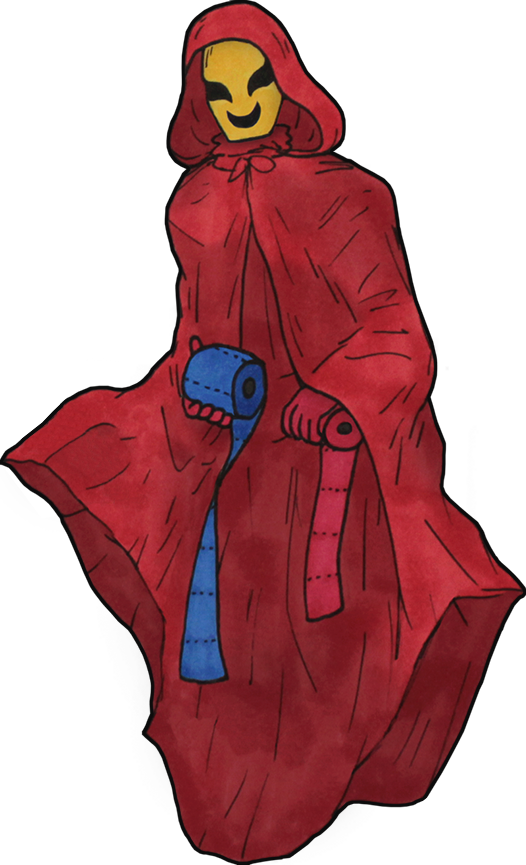
Aka Manto

Aka Manto (japanisch 赤マント, wörtlich: „roter Umhang“) ist ein fiktives Wesen des modernen japanischen Volksglaubens. Es zählt zur Gruppe der Yōkai und soll sich meist auf öffentlichen Toiletten aufhalten, die verflucht sind.

## Beschreibung
Aka Manto wird als  ein menschenähnliches Wesen mit rotem Umhang beschrieben. In den meisten Geschichten wird er als männlich beschrieben. Seltener wird er auch Aoi Manto genannt und unterscheidet sich lediglich dadurch, dass er statt eines roten Umhangs einen blauen trägt. In einigen Überlieferungen trägt er eine Maske.
Es sucht überwiegend öffentliche Toiletten heim. In den meisten Geschichten handelt es sich jedoch um die Toiletten einer Grundschule. Die bekannteste Geschichte spielt sich in einer Herrentoilette ab. Dabei handelt es sich um eine „Hocktoilette“, meistens in der Kabine mit der Nummer 4, da die Zahl 4 in Ost- und Südostjapan den Tod symbolisiert.

## Überlieferungen
Aka Manto tritt meist dann in Erscheinung, sobald die sich in der Kabine befindliche Person bemerkt, dass kein Toilettenpapier vorhanden ist. Er fragt die Person dann, ob sie eine rote oder blaue Toilettenpapierrolle haben möchte. Entscheidet sich die Person hierbei für die rote Rolle, so wird sie von Aka Manto mit einem spitzen Gegenstand, meist mit einem Messer, erstochen, sodass sich das Oberteil der Person von ihrem Blut rot verfärbt und sich der Farbe des Umhangs von Aka Manto anpasst. Entscheidet sich die Person jedoch für das blaue Papier, so wird die Person von Aka Manto zu Tode gewürgt, bis das Gesicht der Person blau anläuft.
In einigen Erzählungen wird Toilettenpapier in anderen Farben erwähnt. Wählt man beispielsweise gelbes Papier, so ertränke Aka Manto das Opfer in der Toilettenschüssel. Fragt die Person das Wesen jedoch nach weißem oder andersfarbigem Toilettenpapier, kann dies zu Verwirrung bei Aka Manto sorgen und dem Opfer genügend Zeit einräumen, um zu fliehen. In anderen Erzählungen kann diese Entscheidung jedoch auch dazu führen, dass Aka Manto die Person direkt in die Unterwelt zieht.
Eine weitere Option stellt das Ablehnen das Papiers oder das Ignorieren Aka Mantos dar: Dann verschwindet Aka Manto oder das Opfer erhält ausreichend Zeit, um ihm zu entkommen. Andere Varianten der Erzählung beschreiben jedoch, dass der Yōkai den Ausgang solange blockiert, bis er eine Antwort von der Person erhält.

## Ursprung
Die Geschichte um Aka Manto ist seit den 1930er Jahren in Japan verbreitet. Sie beruht auf einem ungelösten Mordfall aus dem Jahr 1906 in der Präfektur Fukui. Der Täter, welcher in eine blaue Decke gehüllt war, habe drei Menschen unter dem Vorwand, dass einer ihrer Verwandten erkrankt sei, nach draußen in einen Schneesturm gelockt. Dasselbe habe der Mann bei der Tochter von einem der Opfer versucht. Da diese zu dem Zeitpunkt jedoch bei ihrer Nachbarin war und diese sich weigerte, dem Fremden das Kind zu übergeben, blieb das Mädchen am Leben. Daraufhin entstanden an Grundschulen Gerüchte um einen Mann mit einem blauen Umhang, welcher sich im spärlich beleuchteten Schulkeller umhertrieb. Mit der Zeit veränderte sich der Farbe des Umhangs in der Geschichte von blau zu rot.
Die Erzählung änderte sich zunächst in jene um, in der der Geist oder Mörder seine Opfer zwischen einem blauen und roten Umhang wählen lässt. Die Konsequenzen daraus entsprechen der jeweiligen Farbe des Toilettenpapiers. Auch beeinflussten Geschichten um andere Toilettengeister, wie beispielsweise Toire no Hanako-san die Erzählung von Aka Manto.

## In den Medien
In dem am 23. September 2019 erschienenen Horrorspiel Aka Manto | 赤マント von Chilla’s Art wird die Erzählung um Aka Manto thematisiert.